# Лисогора
Лисого́ра — село в Україні, у Вінницькому районі Вінницької області. Входить до складу Якушинецької сільської громади.

## Населення

### Мова
Розподіл населення за рідною мовою за даними перепису 2001 року:
| Мова       | Відсоток |
| ---------- | -------- |
| українська | 98,74%   |
| російська  | 1,08%    |

## Галерея

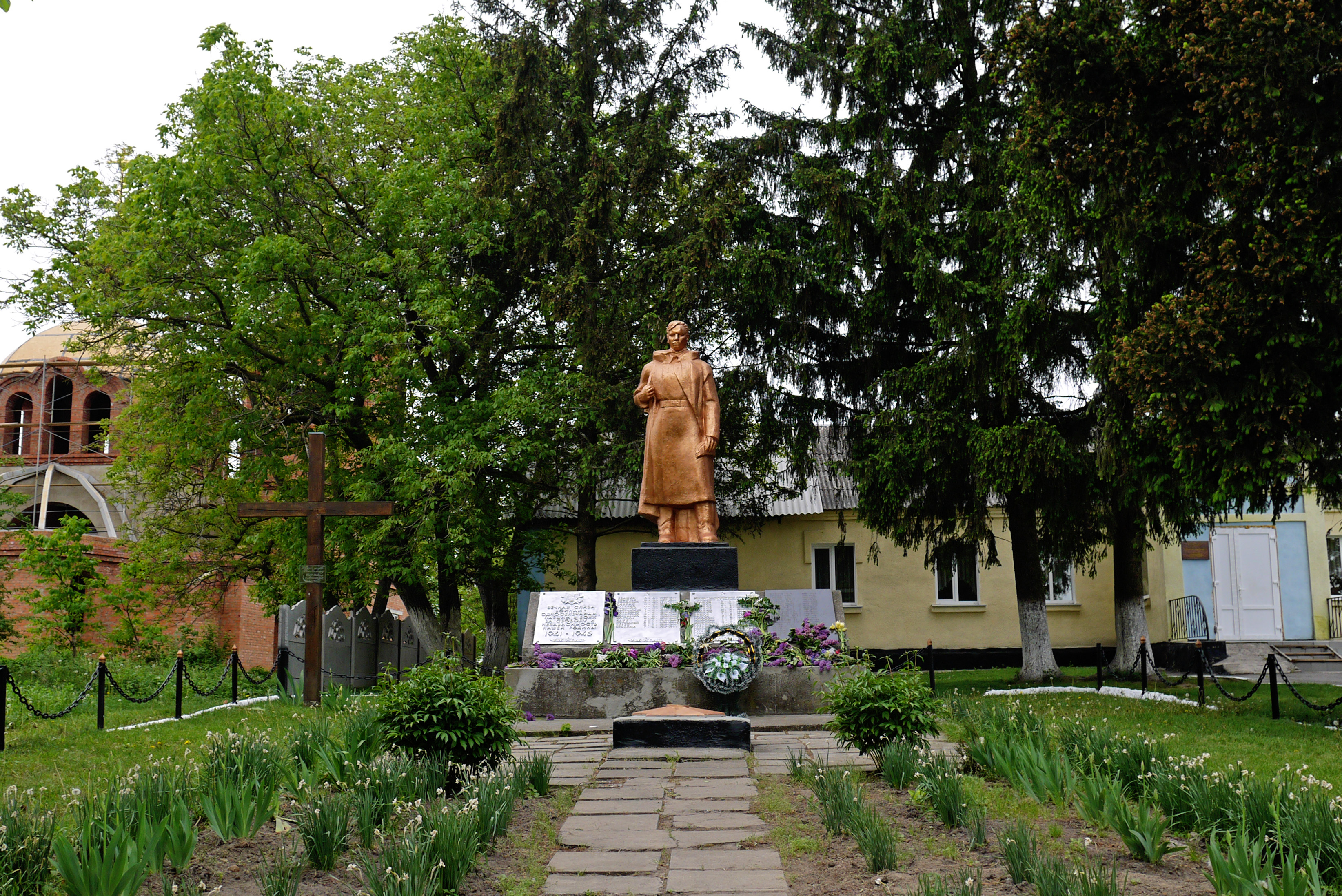
Пам'ятник воїнам-односельчанам